# Калинки (Нижегородская область)
Кали́нки — деревня в Городецком районе Нижегородской области. Входит в состав Бриляковского сельсовета.
Деревня располагается на правом берегу реки Узола, в двух километрах от Бриляково - центральной усадьбы Бриляковского сельсовета, которая в свою очередь расположена на трассе Городец - Ковернино.

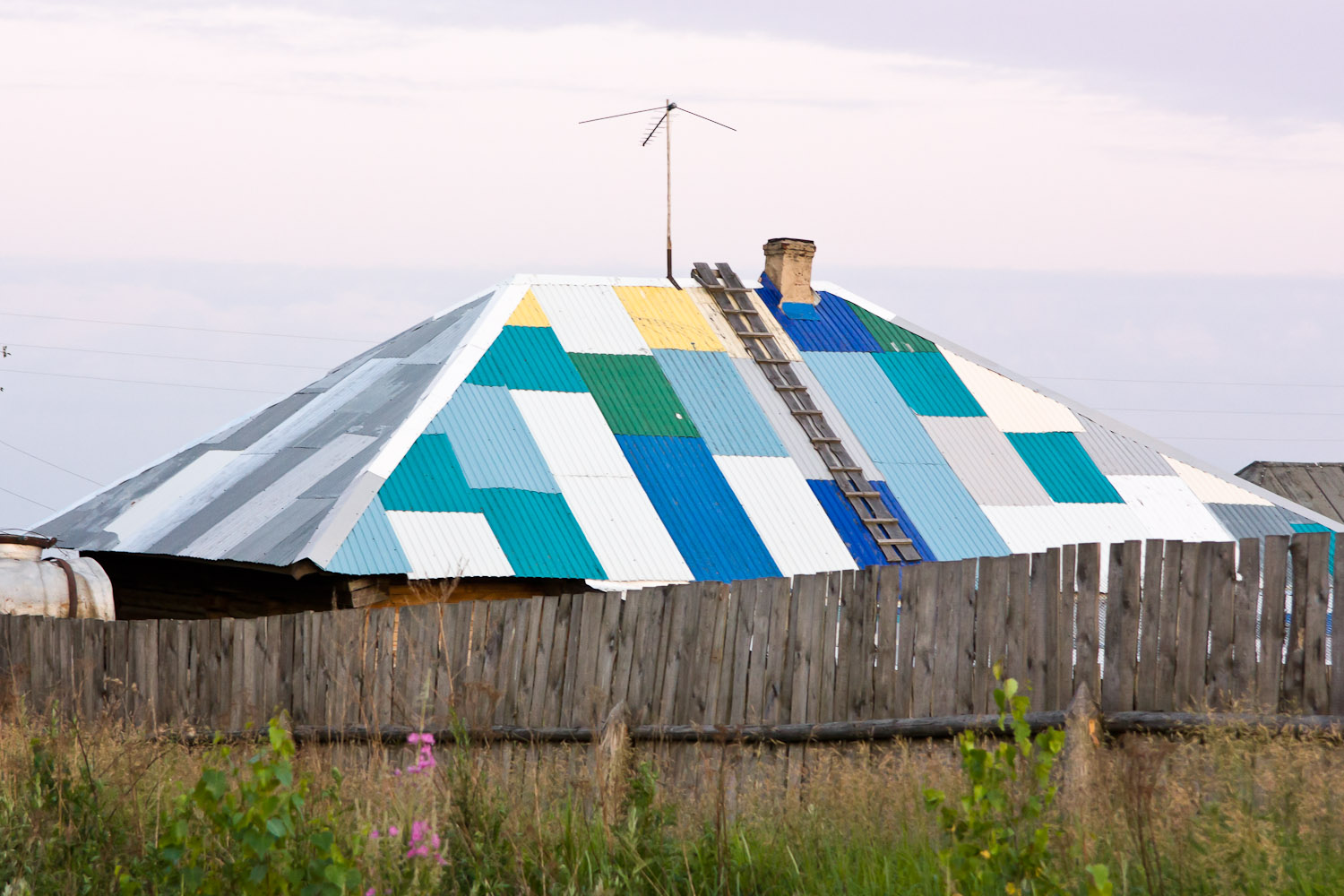
Дом с разноцветной крышей